# Kluanes nationalpark
Kluanes nationalpark ligger i Yukons sydvästra hörn i Kanada. Parken täcker ett 21 980 km² stort område och har Kanadas högsta bergstopp: Mount Logan (5 959 meter). Bergen och glaciärerna upptar hela 82 % av arealen och dominerar nationalparkens landskap.
Kluanes nationalpark blev 1979 ett världsarv tillsammans med Wrangell-St. Elias nationalpark. Detta världsarv utökades 1992 med Glacier Bay nationalpark och 1994 med Tatshenshini-Alsek provinsiella vildmarkspark.